# Musique vietnamienne
 (février 2025).
Si vous disposez d'ouvrages ou d'articles de référence ou si vous connaissez des sites web de qualité traitant du thème abordé ici, merci de compléter l'article en donnant les références utiles à sa vérifiabilité et en les liant à la section « Notes et références ».
La musique vietnamienne est une synthèse originale des influences chinoise, indienne, indonésienne, occidentale et bouddhique, mais ce mot « synthèse » n'est peut-être pas très parlant au regard de la diversité de genres et la complexité entre les périodes. 
Elle est pentatonique et il est aussi souvent dit qu'elle est marquée par l'improvisation et l'intonation de la langue vietnamienne, ainsi que par une certaine mélancolie dans les choix harmoniques (accords mineurs) et les thèmes chantés. Il existe par ailleurs des différences marquées entre le Nord et le Sud, et entre les zones montagneuses et les plaines côtières. Il existe une musique savante, mais la musique folklorique est particulièrement développée dans tout le pays.

## Musique traditionnelle
La musique traditionnelle est extrêmement diverse selon les régions du pays. Il s'agit d'une musique modale avec deux modes (dieu) principaux : Bac, (« nord ») est de caractère joyeux, et Nam, (« sud ») est de caractère triste. Lors de l'exécution d'une pièce, une longue introduction instrumentale (dao ou rao) permet à l'auditeur de se familiariser avec le mode avant de jouer les morceaux principaux, à la manière de l'alap du râga indien. 
Le bouddhisme vietnamien a une musique vocale très riche née au XIXe siècle, en bénéficiant de l'influence de la musique de cour. On distingue trois traditions réservées aux rituels : celle du Nord, celle du Centre avec trois styles de prière (la psalmodie tùng, le cantique de louanges tæn et la sollicitation th‹nh ; un ensemble instrumental les accompagne, notamment lors de la cérémonie Khai Kinh ou « ouverture des textes sacrés » et celle du Sud. 

### Nhac cung dinh
Le nhac cung dinh est la musique de Cour (quan nhạc, nha nhai ou nhạc dai noi) de Hué joués sur deux ensembles disparates jusqu'au XXe siècle :

#### Dai nhạc
Le dai nhạc (« grande musique ») pratiquait la liturgie bouddhiste depuis le XIIIe siècle avec de 9 à 24 instruments.

#### Nhã nhạc

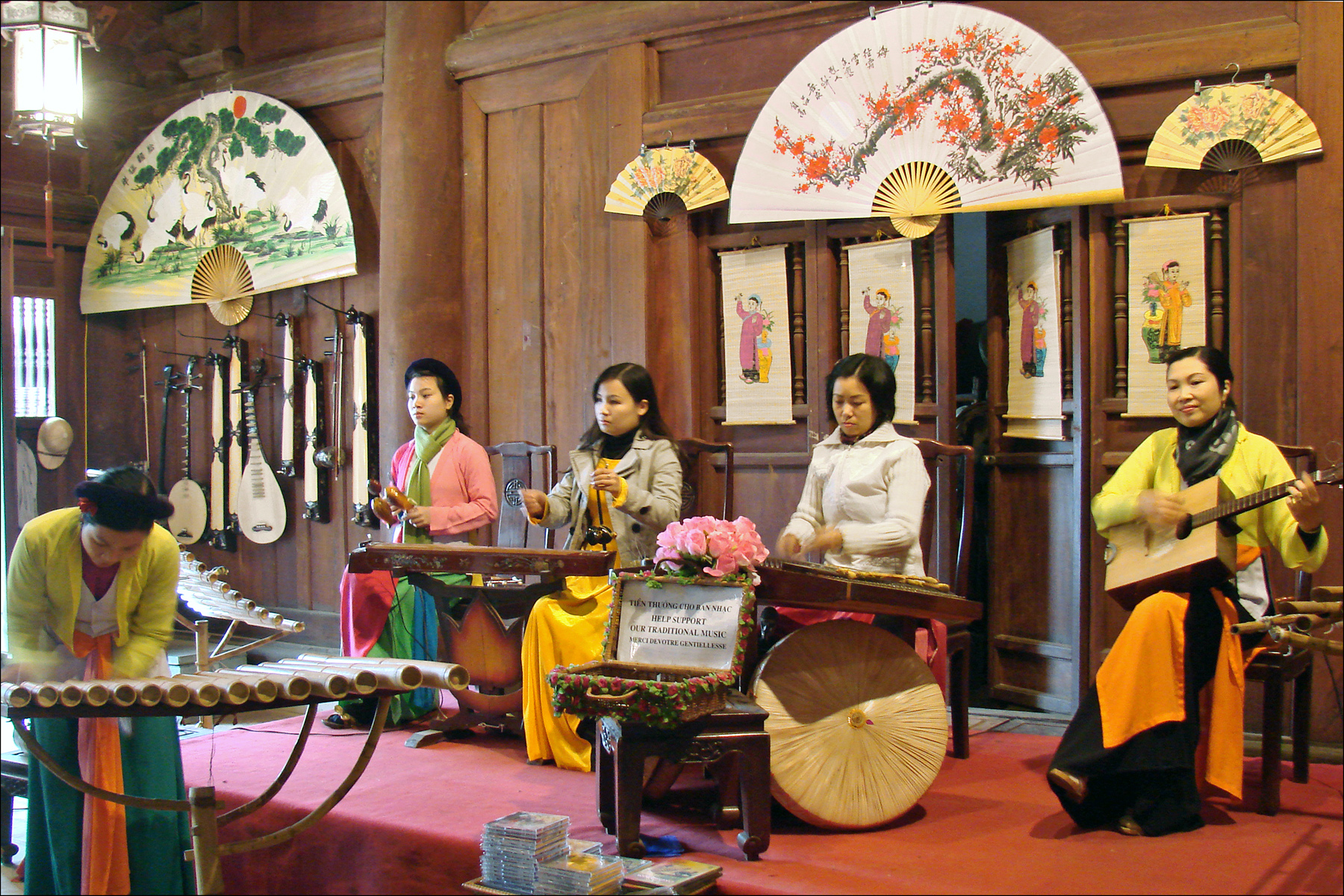
Ensemble traditionnel.

Le nhã nhạc (« musique élégante ») ou tieu nhạc (« petite musique »), avec de 9 à 14 instruments, basée sur huit répertoires différents fixés par Luong Dang depuis le XVe siècle. Pouvait jouer des musiques autres que celles de cour.
- Musiques rituelles : 
  - Giao nhạc, musique de l'Esplanade du ciel exécutée à l'occasion du sacrifice au Ciel et à la Terre.
  - Mieu nhạc, musique des temples, exécutée au temple de Confucius et aux temples des Souverains.
  - Ngu tu nhạc, musique des cinq sacrifices.
  - Cuu nhut nguyêt giao trung nhạc, musique pour le secours au Soleil et à la Lune en cas d'éclipse.
  - Dai trieu nhạc, musique des grandes audiences.
  - Thuong trieu nhạc, musique des simples audiences.
- Musiques de divertissement :
  - Dai yen cuu tâu nhạc, musique des grands banquets. Joueur de vièle

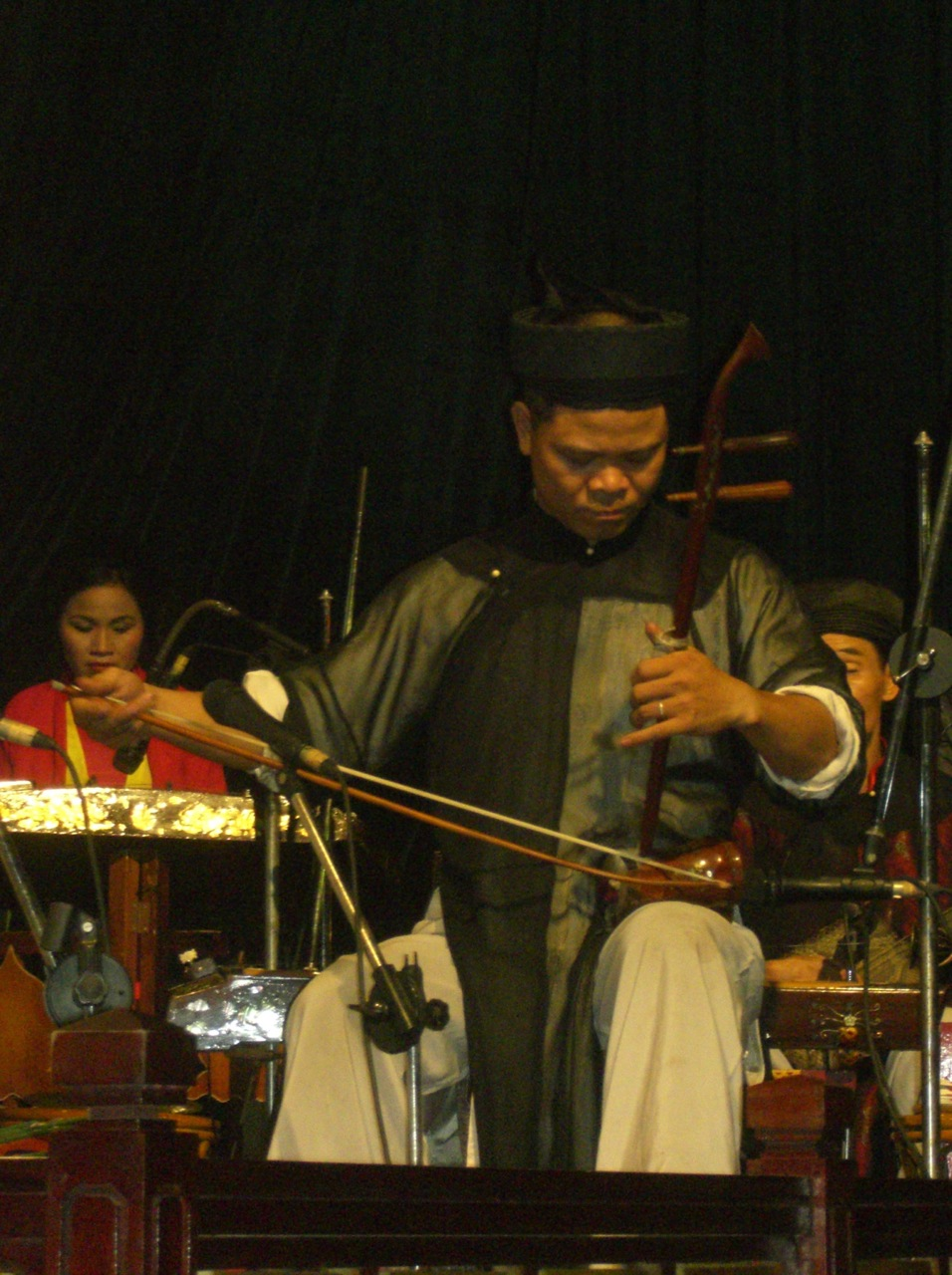
Joueur de vièle

  - Cung trung chi nhạc, musique de divertissement du palais.

### Hát chầu văn
Le hát chầu văn (hát văn ou chầu văn) est une musique spirituelle jouée pour invoquer les esprits durant les cérémonies de possession du culte dong bong. Très rythmée, elle recherche la transe, et est chantée par l'un des musiciens qui l'accompagnent à la vièle dan nhi ou au luth Đàn nguyệt. Avant 1986, le gouvernement vietnamien le réprimait ainsi que les autres formes d'expression religieuse. Depuis, le genre a été revitalisé par des musiciens comme Phạm Văn Tỵ.

### Nhạc le
Le nhạc le est une musique cérémonielle liée à la cour de Hué. D'origine chinoise, elle influence le dai tai tu en devenant populaire.

### Nhạc dân tộc cải biên

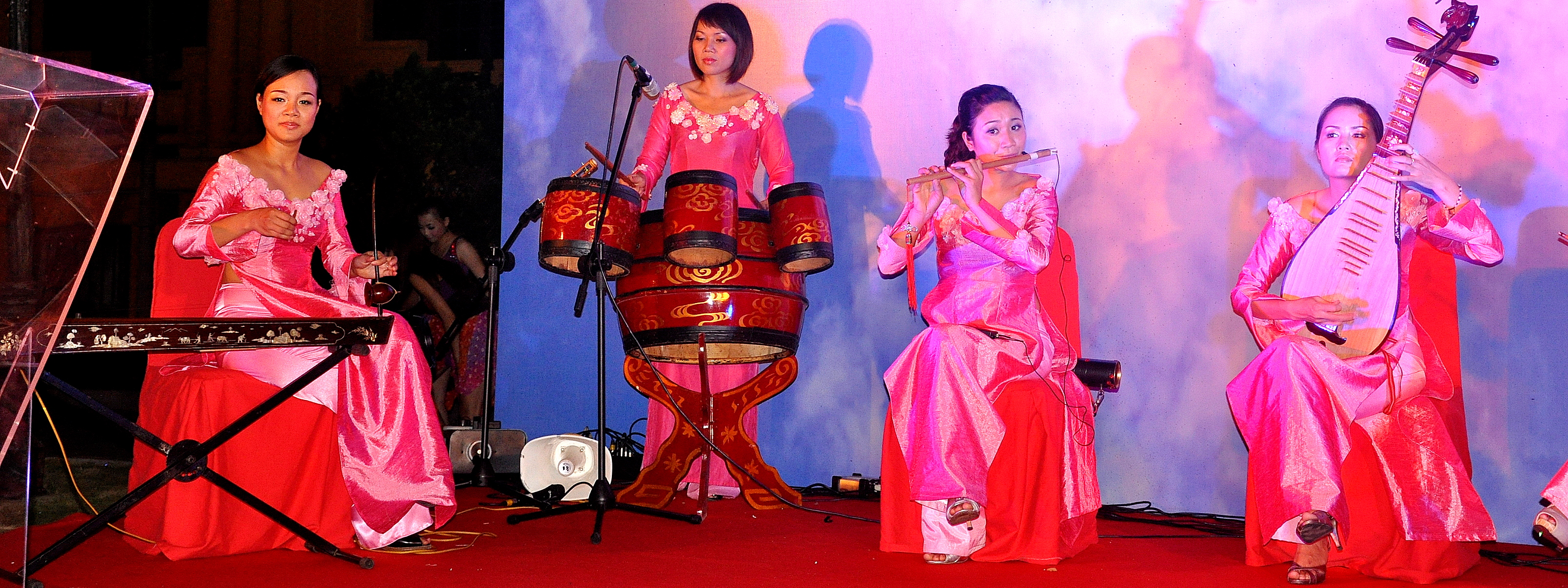
Ensemble de nhạc dân tộc cải biên.

Le nhạc dân tộc cải biên est une forme de musique traditionnelle apparue après la création du Conservatoire de musique d’Hanoï en 1956. La musique traditionnelle est transcrite selon la notation musicale occidentale, tandis que des instruments et des éléments de l'harmonie occidentale sont ajoutés. Le nhạc tộc cải biên est souvent critiqué par les puristes pour cette approche du son vietnamien.

### Ca trù

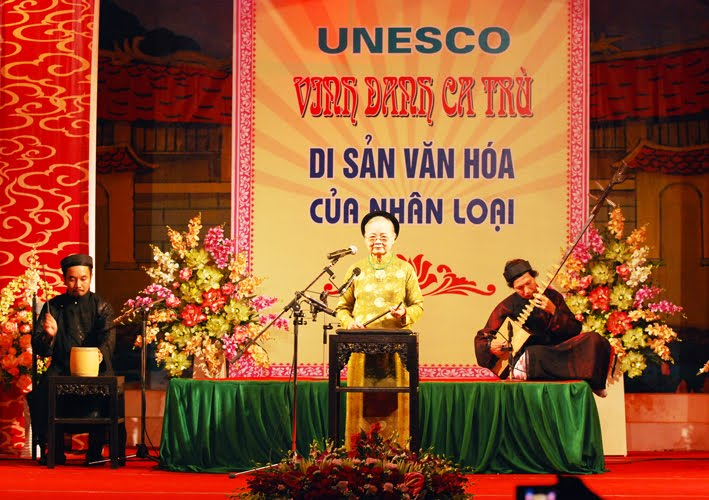
Ca trù.

Le ca trù (ou hát ả đào) est une forme de musique du nord du pays, avec un répertoire composé de chants cultuels, de rivalité ou de divertissement. Il n'y a pas de mélodie fixe car elle varie en fonction de la langue à tons. Cette musique populaire qui aurait été créée par Ả Đào, une chanteuse qui aurait charmé « l'ennemi » avec sa voix tandis qu'elle frappe une planchette de bois avec une baguette, accompagnée par un luth ou un tambour et souvent dansé aussi. La plupart des chanteurs du genre restent des jeunes femmes. Dans les années 1980, le genre a été revitalisé par le relâchement de la répression gouvernementale.

### Ca huê
Le ca huê est une ancienne forme de musique de chambre aristocratique liée au divertissement au centre du pays. Le dan huê ou nhạc huế en est la musique, datant du XVIIe siècle. Il est interprété par une chanteuse accompagnée d'un ensemble de trois ou cinq instruments à cordes (luths, cithare et vièles : Ngu Tuyêt : les cinq parfaits) jouant sur les modes bac et nam.

### Dan tai tu
Le dan tai tu ou nhạc tài tử est l'équivalent des précédents pour le sud du pays depuis le XIXe siècle. Musique de divertissement destinée aux « amateurs », elle use des mêmes modes mais en y instillant des nuances de caractère sentimental, correspondantes à des états émotionnels. Principalement instrumentale et improvisée, elle se joue avec les cordes dàn tranh, ty ba, dan kim, dan tam, dan co et les percussions song lang.

## Musique d'opéra et de théâtre
Le théâtre vietnamien est fortement influencé par l'opéra chinois. Les principaux genres sont le hát tuồng, le hát chèo et le Hát cải lương.  Ces formes ne sont plus très populaires. Le genre roi nuoc regagne récemment[Quand ?] la faveur du public.

### Hát chèo
Le hát chèo (« chant comique ») est un théâtre populaire apparu au Xe siècle dans le delta du fleuve Rouge, au nord du pays, il est considéré comme la plus ancienne forme d'opéra vietnamien existante. Les histoires sont souvent des légendes populaires. La musique est jouée à l'aide de flûtes, de cordes dan nguyêt, dàn tranh, nhi, liu et ho) et de percussions, par les phuong, des troupes semi-professionnelles, mais le gouvernement a entrepris de sauvegarder ce patrimoine considéré alors comme de seconde zone.

### Hát tuồng
Le hát tuong ou hát bôi, est un théâtre classique de cour importé de Chine au XIVe siècle. Il servait initialement à divertir la noblesse et l'armée avant d'être adapté pour des troupes itinérantes au XIXe siècle, devenant très proche de l'opéra chinois.
Les histoires sont souvent historiques. Comme le cheo, le genre utilise des personnages types reconnaissables par leurs maquillages et leurs costumes. Les six musiciens jouent des cordes, des vents et le « tambour de bataille ».

### Hát Cải lương

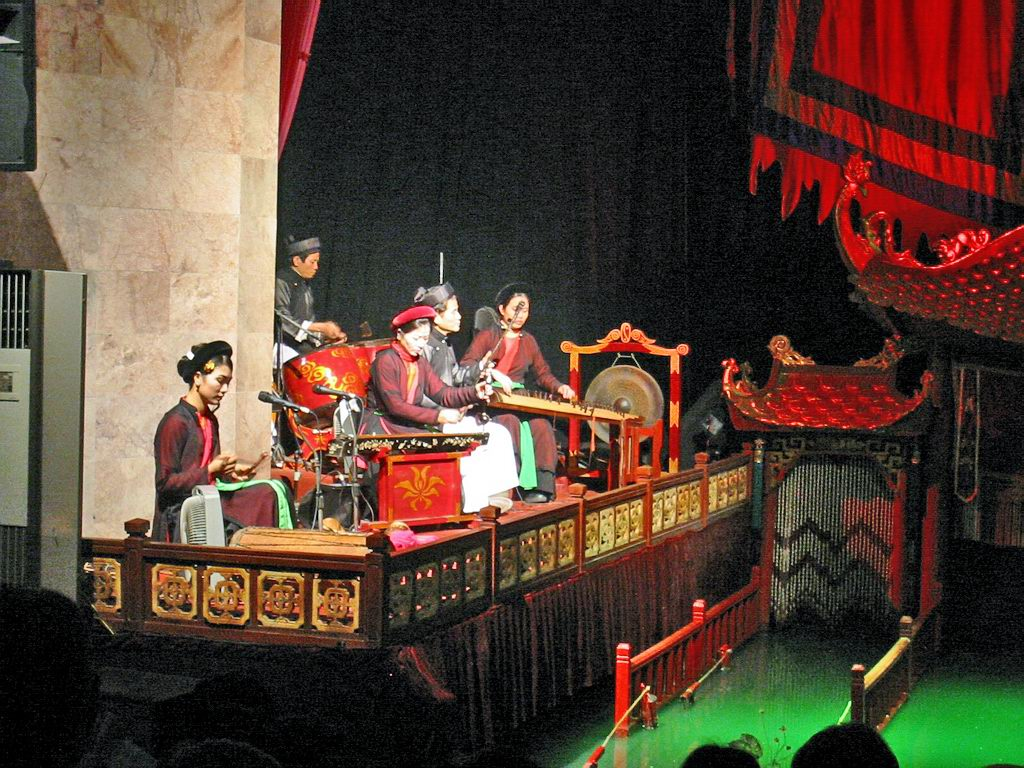
Múa rối nước.

Comparé au tuồng et au chèo, le cải lương est un opéra rénové reste encore populaire. Il apparaît au XIIe siècle et traite de thèmes à la fois historiques et contemporains. Il a été adapté au début du XXe siècle, aux innovations modernes et à l'influence française, et peut par exemple inclure des guitares électriques. L'accompagnement est joué par un nhac tai tu notamment. C'est une forme complexe et partiellement improvisée de musique de chambre proche du dan tai tu, musique des « amateurs », du sud du pays.

### Múa rối nước
Les múa rối nước (marionnettes sur eau) sont une forme d'art originale apparue au Viêt Nam au Xe siècle. Le spectacle prend place sur une mare derrière un rideau en bambou peint, avec des marionnettes actionnées par des mécanismes complexes de perches et de fils. La musique est principalement constituée de percussions.

## Musique folklorique

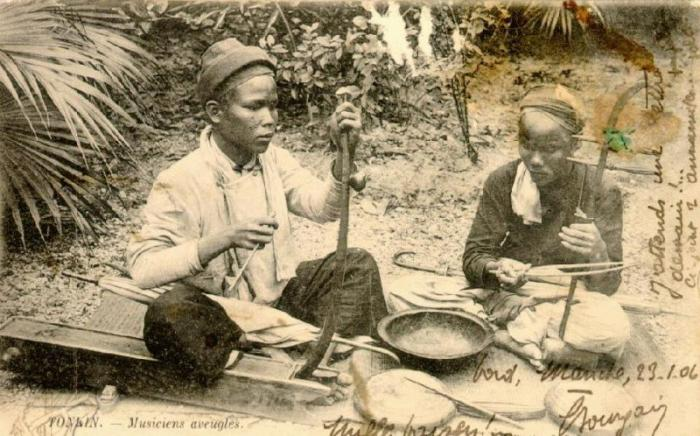
Hát xẩm.

Il existe un grand nombre de musiques régionales en vertu de la diversité géographique et ethnique du pays. 
Le ngâm tho est la poésie chantée folklorique incorporée dans le théâtre et devenue une forme urbaine de musique de chambre depuis 1950. Il s'agit d'improvisation collective non mesurée et accompagnée par des instruments. Le répertoire le plus populaire est formé par le ngam kieu de Nguyễn Du, une épopée de 3 000 vers dont on joue des nuits durant des extraits (lay). Le quan họ ou quan họ bắc ninh est populaire à Hà Bắc et dans tout le pays. De nombreuses variations existent, en particulier dans les provinces du Nord. Chanté a cappella, il est improvisé et joué lors de rituels.
Les chants de travail ho sont des chants à répons employés dans bien des professions pénibles.
Les chants populaires ly sont des chants d'amour, de nostalgie ou de divertissement. Les chants ru sont des berceuses. Les chants nhac dam ma sont des lamentations funéraires accompagnées d'un petit orchestre (hautbois, flûte, vièles et percussion).
Les ensembles nhac ngu am (« musique des cinq sons ») se chargent de certains rituels religieux cao-dai. L'ensemble civil van composé de 4 vièles et une percussion peut aussi jouer en dehors de ces occasions. L'ensemble militaire vo, composé d'un hautbois et de percussions joue dans les processions et pour les funérailles.
Le xẩm ou hát xẩm (xẩm chantant), populaire au nord du pays, remontant au XIVe siècle, est en danger de disparition ; il est joué habituellement par des mendiants itinérants aveugles. Chant et accompagnement à la cithare tinh ouvrent la cérémonie traditionnelle du then.

## Musique populaire

### Échelle nationale
On doit parler plutôt des musiques vietnamiennes contemporaines, car chaque pas de l'histoire du Vietnam s'attache à une musique particulière: avant 1945, entre 1945 - 1975 dans le nord et dans le sud, après 1975 au Vietnam et à l'étranger. 
Dans le nord, les compositeurs comme Văn Cao, Phan Huỳnh Điểu, Đỗ Nhuận, Hoàng Vân... ont initié un courant avec profondeur, mariant les éléments de musique classique européenne à ceux de la musique traditionnel, créant ainsi un style unique dans son genre. Depuis les années 1960, une génération de musiciens a été formée en collaboration avec les Conservatoires de Chine et, un peu plus tard, de l'ex-URSS et des pays du bloc de l'Est. Nous sommes en pleine guerre du Vietnam et les compositeurs devaient composer entre leur inspiration artistique et la réalité de la guerre. Des nouvelles catégories de chansons sont nées par le besoin d'une musique qui se devait être à côté de la population (chant pour le combat, chant pour les métiers, chant pour les différentes régions...). 
On note[style à revoir] aussi l'apparition des nouvelles formes musicales inspirées des formes de la musique classique comme les Épopée, trường ca, longues chansons. D'autres formes de la musique classique sont largement adoptées par les compositeurs: symphonie, poème symphonique, oratorio, chorale, concerto pour instruments et musique de chambre, mais inspirées par les éléments de musique traditionnelle vietnamienne. 
Pham Duy et Trịnh Công Sơn sont les deux compositeurs qui ont créé le plus dans le Sud avant 1975 et ils ont continué, chacun à leur façon, à composer après 1975.
Après 1975, le courant de musique du Nord, dit le courant « rouge », nhạc đỏ continue à développer. Les chansons composées par les compositeurs dans le Sud du courant dit « jaune », nhạc vàng, sont largement adoptées par le public. D'autres courants de musique apparaissent pour répondre à un public avide de mélodie et de rythme. La musique pop, et plus tard, rock, se développe de plus en plus. Le rock vietnamien est aussi en pleine évolution depuis le renouveau des années 1990.
Les principaux compositeurs de la fin des années 2000 sont : Dương Thụ, Đức Huy, Đỗ Bảo, Hoàng Công Luận, Hoàng Việt Khanh, Lam Phuong, Phú Quang, Tiên Tiên, Trần Tiến, Trish Thuy Trang, Hoàng Vân, Diệp Minh Tuyền, et Thanh Tùng. Les groupes et chanteurs de cette même période sont : HAT, Hồ Ngọc Hà, Hồ Quỳnh Hương, Lam Truong, MC Tien Dat, Mỹ Linh, Mỹ Tâm, Ngô Thanh Vân, Nhat Son, Nhom MTV, Phuong Thanh, Thanh Lam, Thu Thuy, Minh Tuyet, Toc Tien, et Son Tung M-TP.

### À l'international
Pour cette dernière, principalement basée dans les communautés vietnamiennes des pays d'Amérique du Nord, d’Europe ou d'Australie, la musique vietnamienne a rarement connu un succès de retentissement mondial. Néanmoins, les collaborations entre artistes vietnamiens et européens ne sont pas inexistantes, tels les duos entre Marc Lavoine et Quỳnh Anh ou la chanson-légende Chú Mèo Ngủ Quên de Trịnh Thanh Duyên et Awaken.
Quách Vĩnh Thiện met en musique le chef-d'œuvre de la littérature vietnamienne Kim-Vân-Kiêu (reconnu comme patrimoine culturel mondial par l'Unesco) du célèbre poète Nguyễn Du.

## Instruments traditionnels

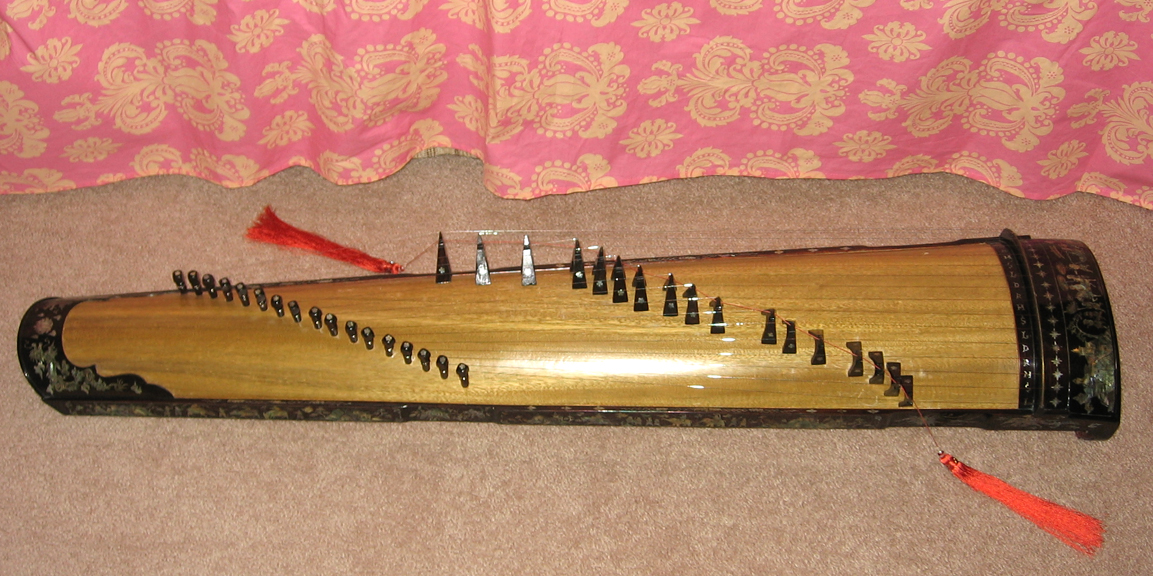
Dan tranh.

Les instruments à vent comprennent : đing nǎm, kèn bầu, kèn đám ma, m'buot, Ốc, púa, et sâo. Les instruments à cordes comprennent : đàn bầu, đàn gáo, đàn nguyệt, đàn nhị, đàn sến, đàn tam, đàn tam thập lục, dan to rung, đàn tranh, đàn tỳ bà, et k'ni.
Les percussions comprennent : cái phách, đàn đá, dan moï, dan klongput, klông pút, muong, phách, sinh tiền, song lang et t'rưng.